# Lipka (Białoruś)
Lipka (biał. Ліпка, Lipka; ros. Липка, Lipka) – wieś na Białorusi, w obwodzie mińskim, w rejonie kleckim, w sielsowiecie Szczepicze.

## Historia
W XIX i w początkach XX w. folwark położony w Rosji, w guberni mińskiej, w powiecie słuckim. 
W dwudziestoleciu międzywojennym wieś i folwark leżące w Polsce, w województwie nowogródzkim, w powiecie nieświeskim, do 1 października 1927 w gminie Łań, następnie w gminie Kleck. W 1921 wieś liczyła 42 mieszkańców, zamieszkałych w 9 budynkach, w tym 39 Białorusinów i 3 Żydów. 39 mieszkańców było wyznania prawosławnego i 3 mojżeszowego. Folwark liczył zaś 6 mieszkańców, zamieszkałych w 1 budynku, wyłącznie Białorusinów wyznania prawosławnego.
Po II wojnie światowej w granicach Związku Sowieckiego. Od 1991 w niepodległej Białorusi.